# Лимб (фильм, 2021)
«Лимб» (иер. трад. 智齒, упр. 智齿, кант.-рус.: Чи чхи, буквально: «Зуб мудрости», англ. Limbo) — гонконгский чёрно-белый криминальный драматический триллер 2021 года режиссёра Чен Поусёя, поставленный по сценарию Ау Киньи и Сам Куаньсиня. Основан на романе китайского писателя Лэй Ми «Зуб мудрости». Главные роли исполнили Лам Катун, Ция Лю, Мэйсон Ли и Хироюки Икэути.
Мировая премьера состоялась в рамках 71-го Берлинского международного кинофестиваля 1 марта 2021 года, и в гонконгский кинопрокат фильм был выпущен 18 ноября 2021 года. «Лимб» был удостоен ряда призов кинофестивалей и кинопремий преимущественно за женскую роль, сценарий, работу оператора и художника-постановщика.

## Сюжет
Новоприбывший офицер полиции Гонконга Уилл Ям недавно окончил полицейскую академию. Из-за волны серийных убийств Уиллу приходится работать в паре с ветераном полиции Чамом Лау, который недавно был восстановлен в должности. Однако двое полицейских не в состоянии раскрыть преступления, и вместо этого их деятельность приводит к ряду инцидентов. Вскоре Чам случайно пересекается с уличной наркозависимой хулиганкой Вон Тхоу, когда-то в прошлом на машине сбившей жену и дочь Чам Лау, и гнев выводит его из-под контроля, заставляя преследовать и устраивать нападки на Вон Тхоу. Уилл случайно теряет свой пистолет, который подбирает серийный убийца. Пока душегуб скрывается в городе, катастрофа становится всё ближе.

## В ролях
- Лам Катун[англ.] — Чам Лау
- Ция Лю[англ.] — Вон Тхоу
- Мэйсон Ли[англ.] — Уилл Ям
- Хироюки Икэути[англ.] — Акира Ямада
- Фиш Лиу — Коко
- Хьюго Ын[кит.] — начальник

## Производство
Основной этап съёмок начался в сентябре 2017 года в Гонконге и завершился спустя три месяца. Основными местами съёмок стали Тхоукуавань и Куньтхон, поскольку в этих районах города расположено много старых зданий.
2 октября 2017 года на крыше здания в Куньтхоне прошли съёмки сцены драки между актёрами Лам Катуном и Хироюки Икэути. Для съёмок в фильме Лам и Икэути похудели на восемь и тридцать фунтов соответственно. 8 октября 2017 года, в день рождения Лам Катуна, в Коулун-Бей проходили съёмки сцены, в которой персонаж Лама рылся в мусоропроводе в поисках улик.
Фильм был представлен в чёрно-белом формате.

## Выпуск
Мировая премьера «Лимба» состоялась на 71-м Берлинском международном кинофестивале, который проходил в виртуальном формате с 1 по 5 марта 2021 года. Позднее фильм был показан в рамках конкурса 23-го Дальневосточного кинофестиваля с 25 по 26 июня 2021 года, на котором лента получила приз Purple Mulberry. Картина была выпущена в кинотеатральный прокат Гонконга 18 ноября 2021 года.

## Восприятие
Ли Маршалл из британского издания Screen Daily хвалит «мрачное видение азиатского мегаполиса, переживающего политический и социальный кризис самосознания», созданное режиссёром Чен Поусёем, как «самую яркую особенность» фильма. Джессика Кианг из ведущего американского еженедельника Variety восхищается прекрасно поставленными боевыми сценами фильма, которые дополняют блестящую операторскую работу Чен Сиукёна.
На сайте-агрегаторе рецензий Rotten Tomatoes рейтинг фильма составляет 83 % на основании 6 обзоров критиков (пять положительных отзывов и один отрицательный) со средней оценкой 7,20 балла из максимальных 10.

## Награды и номинации
| Год  | Кинопремия                                                           | Категория                                    | Лауреат / претендент                | Результат | Источник |
| ---- | -------------------------------------------------------------------- | -------------------------------------------- | ----------------------------------- | --------- | -------- |
| 2021 | 15-я церемония награждения Азиатской кинопремии                      | «Лучший актёр»                               | Лам Катун                           | Номинация | [ 12 ]   |
| 2021 | 15-я церемония награждения Азиатской кинопремии                      | «Лучшая операторская работа»                 | Чен Сиукён                          | Номинация | [ 12 ]   |
| 2021 | 15-я церемония награждения Азиатской кинопремии                      | «Лучшая работа художника»                    | Кеннет Мак                          | Победа    | [ 12 ]   |
| 2021 | 15-я церемония награждения Азиатской кинопремии                      | «Лучший звук»                                | Нопават Ликитвонг                   | Победа    | [ 12 ]   |
| 2021 | 54-й Кинофестиваль в Сиджесе                                         | «Лучшая операторская работа»                 | Чен Сиукён                          | Победа    | [ 13 ]   |
| 2021 | 23-й Дальневосточный кинофестиваль                                   | Purple Mulberry                              | «Лимб»                              | Победа    | [ 14 ]   |
| 2022 | 28-я церемония награждения Кинопремии Общества кинокритиков Гонконга | «Лучший фильм»                               | «Лимб»                              | Победа    | [ 15 ]   |
| 2022 | 28-я церемония награждения Кинопремии Общества кинокритиков Гонконга | «Лучший режиссёр»                            | Чен Поусёй                          | Номинация | [ 15 ]   |
| 2022 | 28-я церемония награждения Кинопремии Общества кинокритиков Гонконга | «Лучший актёр»                               | Лам Катун                           | Номинация | [ 15 ]   |
| 2022 | 28-я церемония награждения Кинопремии Общества кинокритиков Гонконга | «Лучшая актриса»                             | Ция Лю                              | Победа    | [ 15 ]   |
| 2022 | 40-я церемония награждения Гонконгской кинопремии                    | «Лучший фильм»                               | «Лимб»                              | Номинация | [ 16 ]   |
| 2022 | 40-я церемония награждения Гонконгской кинопремии                    | «Лучшая режиссура»                           | Чен Поусёй                          | Номинация | [ 16 ]   |
| 2022 | 40-я церемония награждения Гонконгской кинопремии                    | «Лучшая мужская роль»                        | Лам Катун                           | Номинация | [ 16 ]   |
| 2022 | 40-я церемония награждения Гонконгской кинопремии                    | «Лучшая женская роль»                        | Ция Лю                              | Победа    | [ 16 ]   |
| 2022 | 40-я церемония награждения Гонконгской кинопремии                    | «Лучшая женская роль второго плана»          | Фиш Лиу                             | Номинация | [ 16 ]   |
| 2022 | 40-я церемония награждения Гонконгской кинопремии                    | «Лучший сценарий»                            | Ау Киньи, Сам Куаньсинь             | Победа    | [ 16 ]   |
| 2022 | 40-я церемония награждения Гонконгской кинопремии                    | «Лучшая операторская работа»                 | Чен Сиукён                          | Победа    | [ 16 ]   |
| 2022 | 40-я церемония награждения Гонконгской кинопремии                    | «Лучший арт-директор (художник-постановщик)» | Кеннет Мак, Рени Вон                | Победа    | [ 16 ]   |
| 2022 | 40-я церемония награждения Гонконгской кинопремии                    | «Лучшая киномонтажная работа»                | Дэвид Ричардсон                     | Номинация | [ 16 ]   |
| 2022 | 40-я церемония награждения Гонконгской кинопремии                    | «Лучший дизайн костюмов и грима»             | Брюс Ю, Карен Ип                    | Номинация | [ 16 ]   |
| 2022 | 40-я церемония награждения Гонконгской кинопремии                    | «Лучшая музыка к фильму»                     | Кэндзи Каваи                        | Номинация | [ 16 ]   |
| 2022 | 40-я церемония награждения Гонконгской кинопремии                    | «Лучшая хореография»                         | Джек Вон Вайлён                     | Номинация | [ 16 ]   |
| 2022 | 40-я церемония награждения Гонконгской кинопремии                    | «Лучшие спецэффекты»                         | Гарретт Лам, Хо Маньлок, Тиу Кинвай | Номинация | [ 16 ]   |
| 2022 | 40-я церемония награждения Гонконгской кинопремии                    | «Лучшая музыка»                              | Нопават Ликитвонг                   | Номинация | [ 16 ]   |
| 2022 | 59-й кинофестиваль «Золотая лошадь»                                  | «Лучший полнометражный фильм»                | «Лимб»                              | Номинация | [ 17 ]   |
| 2022 | 59-й кинофестиваль «Золотая лошадь»                                  | «Лучшая режиссура»                           | Чен Поусёй                          | Номинация | [ 17 ]   |
| 2022 | 59-й кинофестиваль «Золотая лошадь»                                  | «Лучшая мужская роль»                        | Лам Катун                           | Номинация | [ 17 ]   |
| 2022 | 59-й кинофестиваль «Золотая лошадь»                                  | «Лучшая женская роль»                        | Ция Лю                              | Номинация | [ 17 ]   |
| 2022 | 59-й кинофестиваль «Золотая лошадь»                                  | «Лучшая мужская роль второго плана»          | Мэйсон Ли                           | Номинация | [ 17 ]   |
| 2022 | 59-й кинофестиваль «Золотая лошадь»                                  | «Лучший адаптированный сценарий»             | Ау Киньи, Сам Куаньсинь             | Победа    | [ 17 ]   |
| 2022 | 59-й кинофестиваль «Золотая лошадь»                                  | «Лучшая операторская работа»                 | Чен Сиукён                          | Победа    | [ 17 ]   |
| 2022 | 59-й кинофестиваль «Золотая лошадь»                                  | «Лучшие визуальные спецэффекты»              | Гарретт Лам, Хо Маньлок, Тиу Кинвай | Победа    | [ 17 ]   |
| 2022 | 59-й кинофестиваль «Золотая лошадь»                                  | «Лучшая арт-режиссура»                       | Кеннет Мак, Рени Вон                | Победа    | [ 17 ]   |
| 2022 | 59-й кинофестиваль «Золотая лошадь»                                  | «Лучший грим и дизайн костюмов»              | Брюс Ю, Карен Ип                    | Номинация | [ 17 ]   |
| 2022 | 59-й кинофестиваль «Золотая лошадь»                                  | «Лучшая экшн-хореография»                    | Джек Вон Вайлён                     | Номинация | [ 17 ]   |
| 2022 | 59-й кинофестиваль «Золотая лошадь»                                  | «Лучшая оригинальная музыка для фильма»      | Кэндзи Каваи                        | Номинация | [ 17 ]   |
| 2022 | 59-й кинофестиваль «Золотая лошадь»                                  | «Лучший монтаж»                              | Дэвид Ричардсон                     | Номинация | [ 17 ]   |
| 2022 | 59-й кинофестиваль «Золотая лошадь»                                  | «Лучшие звуковые спецэффекты»                | Нопават Ликитвонг                   | Номинация | [ 17 ]   |
| 2022 | 59-й кинофестиваль «Золотая лошадь»                                  | «Премия зрительских симпатий»                | «Лимб»                              | Победа    | [ 17 ]   |